# Sindaci di Moresnet

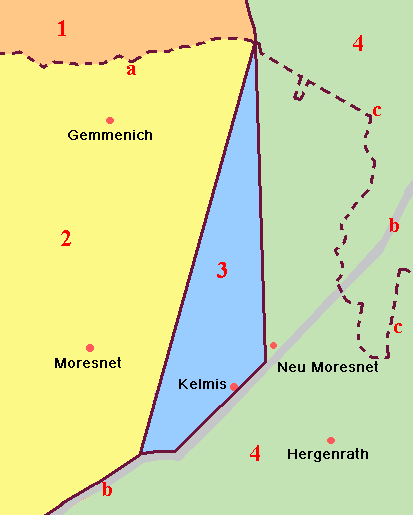
Moresnet e i Paesi confinanti: 1: Paesi Bassi; 2: Belgio, Provincia di Liegi; 3: Moresnet; 4: Prussia, Provincia del Reno.
1 e 2 erano parti dei Paesi Bassi fino al 1830. Ulteriori dettagli.

Il Sindaco di Moresnet era effettivamente il capo di stato di Moresnet, i sindaci di Moresnet furono:
- Arnold Timothée de Lasaulx (facente funzione): 1817 – 21 febbraio 1859
- Adolf Hubert van Scherpenzeel-Thim: 21 febbraio 1859 – 30 maggio 1859
- Joseph Kohl: 1º giugno 1859 – 3 febbraio 1882
- Oskar Anton Bilharz: 3 febbraio 1882 - 20 giugno 1885
- Hubert Schmetz: 20 giugno 1885 – 15 marzo 1915
- Wilhelm Kyll: 29 marzo 1915 – 7 luglio 1918
- Pierre Grignard: 7 dicembre 1918 – 10 gennaio 1920

In aggiunta, c'era un commissario reale dei Paesi Bassi (poi sostituito dal 1831 da un commissario belga) e Prussia (poi dal 1870 Germania) durante tutta l'esistenza di Moresnet:
Paesi Bassi
- Werner Jacob - 8 dicembre 1817 - 2 dicembre 1823, avvocato
- Joseph Brandès: 2 dicembre 1823 - 1830, ispettore scolastico

Belgio (indipendente dal 1830 dai Paesi Bassi)
- Lambert Ernst: 8 giugno 1835 - 1840, vice del pubblico ministero della Corte di Appello di Liegi
- Mathieu Crémer: 1º febbraio 1840 - 1889, giudice di Verviers
- Fernand Jacques Bleyfuesz: 30 novembre 1889 - 1914 o 27 marzo 1915 commissario del distretto di Verviers
- Dr. Bayer (facente funzioni): 27 marzo 1915 - 27 giugno 1915, commissario civile di Verviers
- Fernand Jacques Bleyfuesz: novembre 1918 - 10 gennaio 1920, (seconda nomina)

Prussia (dal 1871 Germania)
- Wilhelm Hardt: 6 agosto 1817 - 1819, consulente per le miniere
- Johann Martin Daniel Mayer: 22 aprile 1819 - marzo 1836, consulente per le miniere
- Heinrich Martins: 9 luglio 1836 - 9 novembre 1853 o 1854, consulente per le miniere
- Peter Benedict Joseph Amand von Harenne: 11 agosto 1852 or 1854 - 7 gennaio 1866, commissario del distretto di Eupen
- Freiherr von der Heydt: 12 dicembre 1866 - 1868, commissario del distretto di Eupen fino al 16 gennaio 1854
- Edward Gülcher: 1868 - 1871, commissario del distretto di Eupen
- Alfred Theodor Sternickel: 18 giugno 1871 - 1893, commissario del distretto di Eupen
- Alfred Jakob Bernhard Theodor Gülcher: 18 aprile 1893 - 1º gennaio 1909, commissario del distretto di Eupen
- Walter Karl Maria The Losen: 13 gennaio 1909 - 1913, commissario del distretto di Eupen
- Spiess (facente funzione): 2 novembre 1913 - novembre 1918

## Fonte
- (EN) Worldstatesmen / Belgium / Moresnet, su worldstatesmen.org.